# مادلین استگیوس
مادلین استگیوس (انگلیسی: Madeleine Stegius؛ زادهٔ ۱۹ ژوئن ۱۹۹۴) بازیکن فوتبال اهل سوئد است.
از باشگاه‌هایی که در آن بازی کرده‌است می‌توان به باشگاه فوتبال زنان تیرسو و دیوری گردن اشاره کرد.
وی همچنین در تیم ملی فوتبال Sweden U23 بازی کرده‌است.